# Mærsk L-Klasse (1983)
Die Schiffe der 1983 bis 1985 gebauten Mærsk L-Klasse, war eine Klasse von Containerschiffen der dänischen Reederei A. P. Møller-Mærsk. Die  Containerschiffe zählten beim Bau zu den größten weltweit.

## Geschichte
Die Baureihe wurde in den Jahren 1983 bis 1985 von der dänischen Odense Staalskibsværft gebaut und abgeliefert. Sie setzte die Entwicklung der sieben bauähnlichen Schiffe der vorhergehenden Mærsk L-Klasse (1980), des ersten Containerschiffstyps der Werft, fort. Auftraggeber der Baureihe war die in Kopenhagen ansässige Reederei Maersk Line, als Eigner fungierte die A/S D/S Svendborg & Dampskibsselskabet af 1912 A/S. Die Reederei fasste die Schiffe der beiden L-Klassen innerhalb der Reedereiflotte zusammen.
Die L-Klasse-Schiffe zählen zu den Panamax-Containerschiffen  und verfügen über eine Kapazität von 2723 TEU (beladene Container mit je 14 Tonnen Gewicht), beziehungsweise 3840 TEU an echten Stellplätzen, wobei die McKinney Mærsk in einer geringfügig größeren Bauvariante ausgeführt war. Die Schiffe verfügen über 14 mit Cellguides ausgerüstete Laderäume. Zehn der mit Pontonlukendeckeln verschlossenen Laderäume befinden sich vor, vier hinter den dreiviertel achtern angeordneten Aufbauten.
Die verwendeten Zwölfzylinder-Hauptmotoren des Typs Burmeister & Wain 12L90GBE zählten seinerzeit zu den leistungsfähigsten Zweitakt-Dieselmotoren auf dem Markt.
Folgeklasse ist die Mærsk M-Klasse (1988).

## Die Schiffe
| Mærsk L-Klasse               | Mærsk L-Klasse | Mærsk L-Klasse | Mærsk L-Klasse    | Mærsk L-Klasse |
| Bauname                      | Baunummer      | IMO-Nummer     | Ablieferung       | Spätere Namen und Verbleib |
| ---------------------------- | -------------- | -------------- | ----------------- | --- |
| Laust Mærsk                  | 100            | 8300121        | 2. Dezember 1983  | 1998 Mærsk Toyama, 2001 Safmarine Victory, 2002 MSC Attica, 2004 Mærsk Toyama, 2009 MSC Austria, 2013 Abbruch in Alang                                                |
| Louis Mærsk                  | 101            | 8300133        | 17. Februar 1984  | 1999 Mærsk Tampa, 2007 MSC Tampa, 2009 Tampa, Am 14. März 2009 in Alang zum Abbruch eingetroffen.                                                                     |
| Lars Mærsk                   | 102            | 8300145        | 11. Mai 1984      | 1999 Mærsk Trondheim, 2005 MSC Washington, Am 27. Dezember 2012 in Alang zum Abbruch eingetroffen.                                                                    |
| McKinney Mærsk               | 120            | 8417479        | 12. November 1985 | 1990 Lindo Mærsk, 2000 Mærsk Toledo, 2006 Savona Bridge, 2008 Mandship Toledo, 2008 MSC Toledo, 2009 Toledo, Am 16. März 2010 in Chittagong zum Abbruch eingetroffen. |
| Daten: Equasis, grosstonnage |                |                |                   | |